# 蛍光顕微鏡

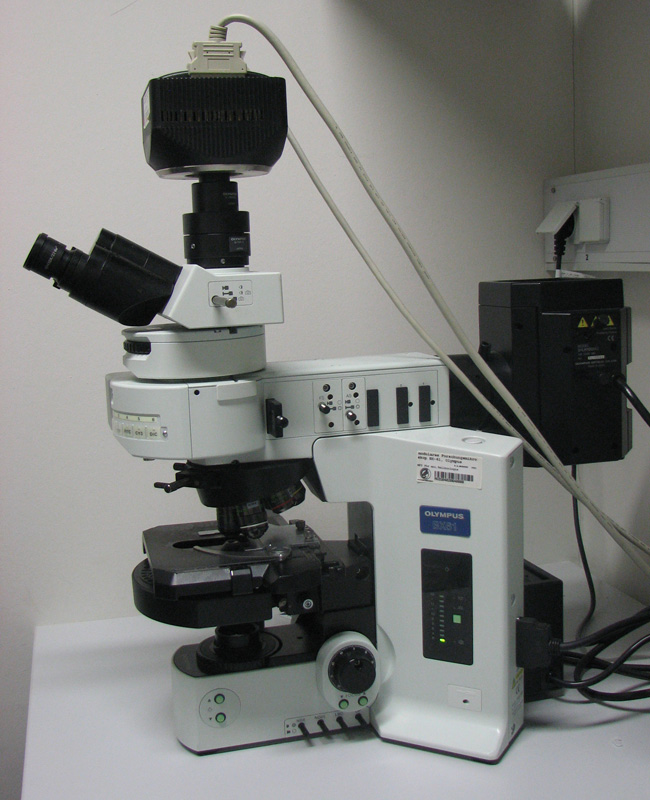
オリンパス製の落射型蛍光顕微鏡・鏡筒上にデジタルカメラが接続されている。この蛍光顕微鏡には微分干渉顕微鏡のユニットも組み込まれている。

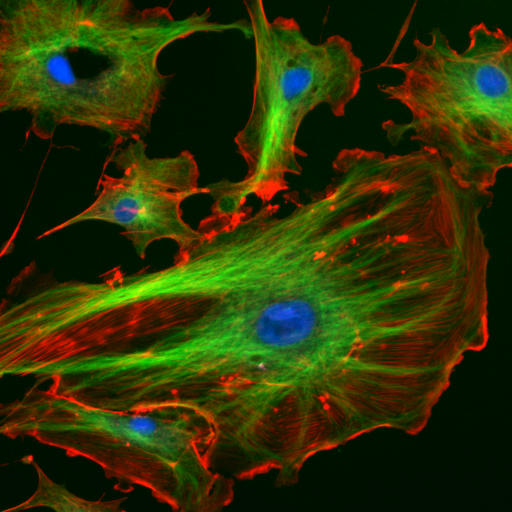
蛍光染色を行って蛍光顕微鏡で観察したリンパ管内皮細胞

蛍光顕微鏡（けいこうけんびきょう、Fluorescence microscope, Epifluorescent microscope, MFM）は、生体または非生体試料からの蛍光・燐光現象を観察することによって、対象を観察する顕微鏡である。反射光や透過光画像と同時に観察することもある。生物学・医学における研究、臨床検査、浸透探傷検査などに用いられる。

## 概要
通常の光学顕微鏡はタングステンランプ・ハロゲンランプなどを光源として観察を行うが、蛍光顕微鏡は蛍光性をもった試料を観察するために超高圧水銀灯やキセノンランプ・紫外線LED、レーザー光などを用いて蛍光物質の励起波長での照明を可能としている。
励起光には近紫外線（UV励起・334/365nm）・青色光（B励起・405/435/490nm ）・緑色光（G励起・546nm）などが用いられる。励起光源には超高圧水銀灯を用いることが多い。これは、紫外線での励起を行うことがあるためである。超高圧水銀灯はその動作原理から専用の高圧電源装置が必要であり、定期的に水銀電球の交換も必要である。そのため、近年は小型化とメンテナンスの容易さを狙って紫外線LEDを用いた製品も開発されている。
紫外線を用いる場合には、被曝によって人体への悪影響が発生する可能性があるため、紫外線が散乱する部位の周囲には紫外線カットフィルタを設けるなどして人体の保護を行う。超高圧水銀灯から発生する光は人体に有害性の特に大きいUV-Cを含む。
構造的には透過型蛍光顕微鏡と落射型蛍光顕微鏡に大別される。透過蛍光顕微鏡の方が構造が簡単で歴史も古いが、現在では技術革新の結果から高性能化の余地が大きい落射型蛍光顕微鏡が中心となっている。

### 透過型蛍光顕微鏡
- 通常の光学顕微鏡（生物顕微鏡）のように、下方から励起光を照射する。このとき光源にフィルタ（励起フィルタ）を取り付け、励起光の波長のみを照射する。
- 暗視野コンデンサを用い、試料プレパラートに励起光を当てる
- 試料から発生した蛍光と、試料によって散乱された励起光のみが接眼部に向かう
- 目的とする蛍光の波長のみを透過するフィルタ（吸収フィルタ）を用い、蛍光のみを取り出す
- 蛍光を観察する

### 落射型蛍光顕微鏡
- 右の光源から出た光（虹色のライン）は励起フィルタで励起波長の光のみに制限されて励起光（紺色のライン）となる。
- 励起光はダイクロイックミラーで反射され、対物レンズを通して試料を照明する。
- 励起された試料から発生した蛍光（黄緑色のライン）は対物レンズを通して接眼部に向かう。
- 蛍光はダイクロイックミラーで反射されず直進する。
- 吸収フィルタでは蛍光以外の波長の光が除かれる。
- 蛍光は接眼部に届き、肉眼で観察/カメラ等で撮影される

落射型蛍光顕微鏡の原理

- 落射照明（同軸照明）で励起光を照射する。落射照明の反射鏡としてダイクロイックミラーを用い（励起フィルタを補助的に用いることもある）、励起光の波長のみを試料に照射する。
- 試料から発生した蛍光と、試料によって散乱された励起光のみが接眼部に向かう
- 目的とする蛍光の波長のみを透過する吸収フィルタを用い、蛍光のみを取り出す
- 蛍光を観察する

透過型蛍光顕微鏡は構造が簡単で安価であったが、励起光の強度を上げるのに限界があること、位相差観察と組み合わせることができないこと・厚みのある試料は接眼レンズ側で蛍光を発生させることが難しいことなどから関連光学技術の革新が進んだ現在では落射型蛍光顕微鏡が主流である。なお、光源の付け替えによって透過・落射の両方の観察法に対応している顕微鏡もある。

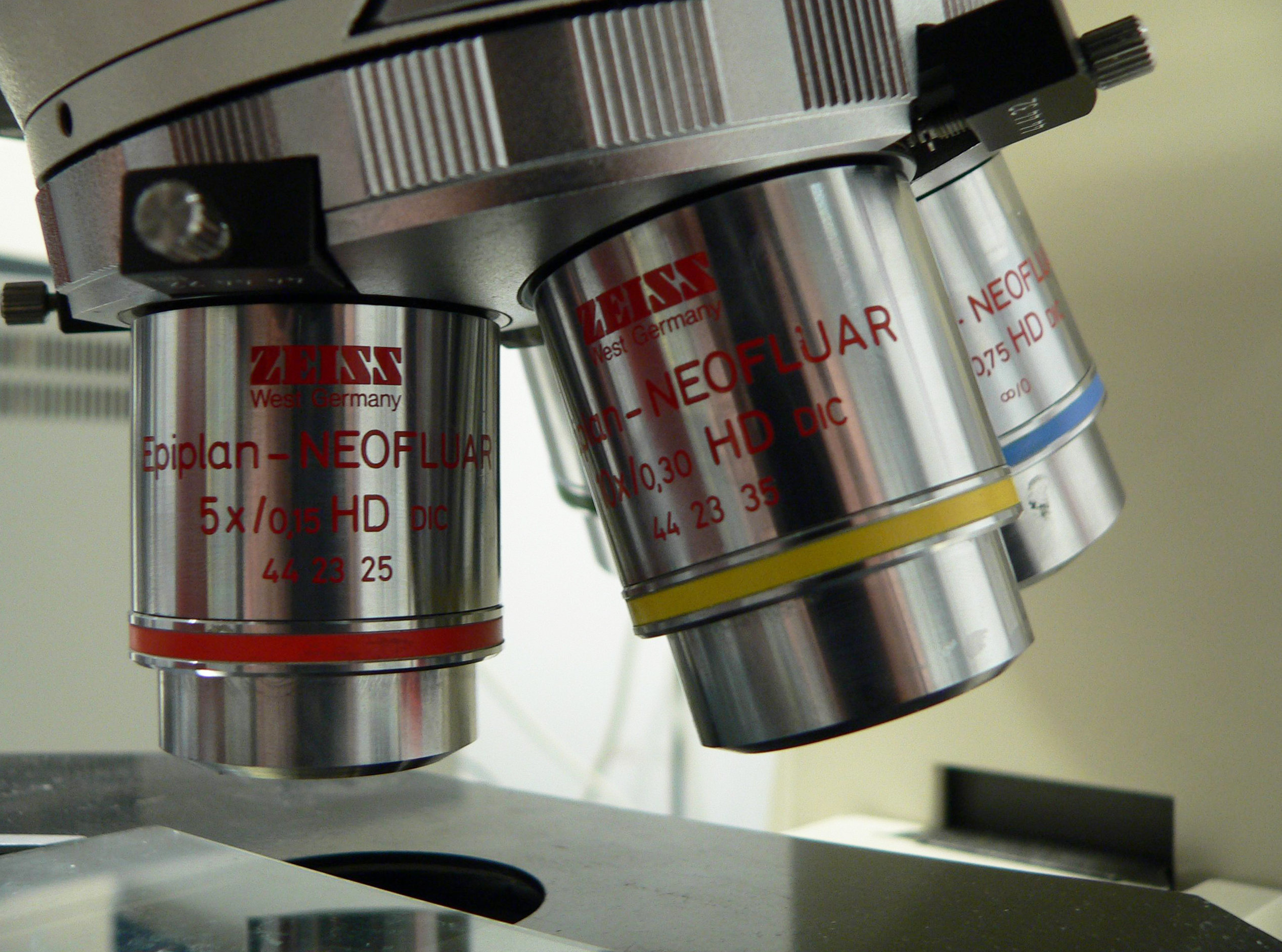
ツァイス社のフルオール対物レンズ

対物レンズを通して励起光を照射するという原理上、紫外線を用いた励起を行うには紫外線の透過率が高く、レンズ素材による蛍光の発生（自家蛍光、後述）の少ない対物レンズが必要である。この目的に開発された対物レンズはフルオール(Fluor/Fluar,ドイツ語で蛍石を意味する・FLとも略される)と呼ばれる。

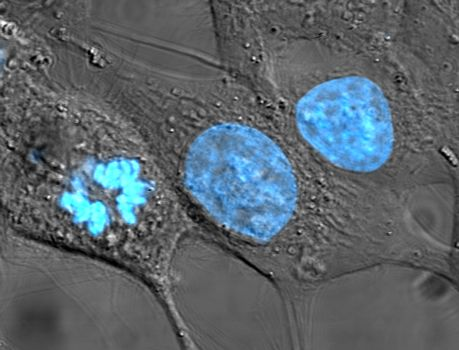
ヘキスト染色を行って観察したHeLa細胞。染色体のみが染色されている。

## 蛍光観察における染色
蛍光観察のための特殊な染色法として、蛍光染色・化学的蛍光染色・抗体蛍光染色などが行われる。
蛍光染色では各細胞内小器官やpH・イオンなどに対して染色性の特異性が高い蛍光色素を用い、蛍光染色が行われる。場合によっては複数の蛍光色素を用い、器官ごとに染め分けること（多重染色）も行われる。
蛍光色素にはDAPI・ローダミン・フルオレセインやその類縁化合物などが用いられる。化学物質の他に、粒径に応じて様々な蛍光特性を持つ量子ドットも染色に用いられる。
抗体蛍光染色では抗原抗体反応を利用し、蛍光色素で標識（蛍光ラベル）した抗体を試料に取り込ませて染色を行う。抗原となる物質に対して高い特異性で染色が行えるため、臨床検査などに用いられる。
これらの蛍光色素は、照射する励起光の強度が高すぎると褪色してしまうことがある。そのため励起光の強さを絞ったり、褪色防止剤を加えるなどの対策が行われる。
化学的蛍光染色では、試料を試薬で処理して蛍光性の物質に転換させ、蛍光性となった部位を観察する手法である。
他に、緑色蛍光タンパク質 (GFP) などの蛍光タンパク質を誘導する遺伝子を遺伝子組み替えによって導入し、観察する手法もある。（これについてはレポーター遺伝子で詳述されている）

## その他
試料から発生する蛍光は、一般的に励起光に対して極めて微弱であるため、S/N比を向上させるために観測場所を暗黒状態にするなどの必要がある。近年は冷却CCDカメラなどの観測装置を用い、長時間の露出を行って極めて微弱な蛍光でも観察し、画像処理によって高い解像度・コントラストを得ることができるようになった。
試料によっては、観察対象となる部位以外から蛍光が発生し、これが背景ノイズとなって観察の邪魔になることがある。この現象を“自家蛍光”と呼ぶ。生物試料で特に問題になるのはクロロフィル b・コラーゲン・フィブリリン・フラビン・インドールアミン類・NADH・NADPH・ポリフェノール類・トリプトファンなどが挙げられる。この現象をクリアするために、対象物質を化学的に除く、問題となる物質が蛍光しない波長で励起を行うなどの手法がある。
また、試料に混在する物質以外にも、スライドガラスやカバーガラス・油浸用オイル・顕微鏡に使用されているレンズ材などが自家蛍光を起こすこともある。蛍光が微弱である試料を扱う場合には低蛍光性ガラスを用いたスライドガラス・カバーガラスを使用することが求められる。

## 蛍光顕微鏡の応用
共焦点レーザー顕微鏡は励起波長のレーザーで多段スキャン照射を行い、得られた蛍光を合成することにより擬似的に被写界深度を極めて深くとることができる顕微鏡である。これにより試料の3次元構造を観察可能である。
全反射照明蛍光顕微鏡はエバネッセント場を利用した局所的な励起を行い、極めて被写界深度を浅くすることが可能である。場合によっては一分子の蛍光分子の挙動を観測することもでき、一分子細胞生物学・生理学の発展に貢献している。